# Carl Jockusch
Carl Groos Jockusch Jr. (né le 13 juillet 1941 à San Antonio, Texas) est un mathématicien américain.

## Biographie
Il est diplômé de l'Alamo Heights High School en 1959, fréquente l'Université Vanderbilt à Nashville, Tennessee, et est transféré au Swarthmore College, Pennsylvanie en 1960, où il obtient son BA en 1963 avec distinctions. Il s'inscrit ensuite au Massachusetts Institute of Technology. Il est membre de Phi Beta Kappa et de Sigma Xi . En 2014, il devient membre de l'American Mathematical Society. Il est professeur émérite à l'Université de l'Illinois à Urbana–Champaign.
En 1972, Jockusch et Robert I. Soare prouvent le théorème de la base basse, un résultat important en logique mathématique avec des applications à la théorie de la récursivité et aux mathématiques inverses.

## Prix et distinctions
En 2023, il est Gödel Lecturer.

## Publications
- C.G. Jockusch Jr et R.I. Soare, Π01 Classes and Degrees of Theories, vol. 173, American Mathematical Society,‎ 1972, 33–56 p. (DOI 10.2307/1996261, JSTOR 1996261)
- Carl Groos Jockusch Jr., Reducibilities in recursive function theory, juin 1966 (lire en ligne [archive du 11 septembre 2014])